# Bitwa w wąwozie Roncevaux
Bitwa w wąwozie Roncevaux – bitwa pomiędzy tylną strażą wycofujących się z Hiszpanii wojsk frankijskich króla Karola Wielkiego, dowodzonych przez hrabiego Rolanda a góralami baskijskimi, która odbyła się 15 sierpnia 778 w Roncevaux. Zginęła większość Franków, w tym sam Roland. 
Roland i jego ostatni bój stał się podstawą średniowiecznego eposu Pieśń o Rolandzie. W efekcie przekłamano wiele faktów; pisano np., że Rolanda napadli nie Baskowie, tylko Arabowie. Wyolbrzymiono też liczbę wrogów Rolanda do wręcz niebotycznych wartości, a samego rycerza wykreowano na wzór cnót rycerskich. Podczas wycofywania się z Hiszpanii Karol Wielki zburzył mury stolicy Basków Pampeluny. Ten fakt mógł być przyczyną ataku Basków na tylną straż armii dowodzoną przez Rolanda w trakcie przeprawy przez Pireneje. Baskowie, żyjąc w górach i znając doskonale swój teren, przygotowali skuteczną zasadzkę. Mimo bohaterskiej postawy rycerzy Karola tylna straż została rozbita, a Roland zginął.